# Imaginea în publicitate

## Definirea termenilor
Termenul imagine provine de la latinescul imago și are în limba română trei accepțiuni curente. Imaginea este definită ca reflectarea unui obiect în conștiință sub forma unei senzații, percepții sau reprezentări și reproducerea unui obiect cu ajutorul unui stimul optic; reprezentarea plastică obținută prin desen, pictură, sculptură etc., reflectarea artistică a realității cu ajutorul cuvintelor. În științele exacte, prin îmagine se înțelege locul în care se întâlnesc razele de lumină izvorâte dintr-un punct sau prelungirile acestor raze după ce au fost reflectate pe oglinzi sau lentile, prisme etc.. Pentru marketing, publicitate și relații publice, prima definiție a termenuelui reprezintă un interese special.
În viziunea psihologului Gerhardt Kleining, orice obiect poate fi poate fi obiectul unei imagini atâta vreme cât acesta poate trezi idei, sentimente, perspective, atitudini etc. Imaginea este un concept multidimensional de natură rațională, emoțională și socailă. Imaginea include cunoștințe, experiențe sau percepții conexe cu latura obiectivă a unei insituții, produs etc. Philip Kotler consideră că imaginea reprezintî totalitatea percepțiilor pe care un individ le are față de un obiect.. Obiect al imaginii poate fi aproape orice, relevant pentru cercetarea în domeniului marketingului, a relațiilor publice, a publicității și a comunicării politice, de la imaginea unei organizații supranaționale(de exemplu, NATO sau UE) până la imaginea unei unor partide politice, a unui produs sau a unei mărci.Este de la sine înțeles că o imagine pozitivă creează în general o atitudine pozitivă față de obiectul său, în timp ce o imagine negativă aduce cu sine atitudini negative față de acesta.

## Funcțiile imaginii
Dintre cele mai importante funcții ale imaginii, amintim funcția de orientare și funcția de simplificare a realității. În viața de zi cu zi, individul în calitate de consumator trebuie să ia mereu decizii, ddecizii care nu sunt luate de cele mai multe ori în funcție de situația reală, ci în funcție de felul în care este percepută situația dată. Aici imaginea joacă un rol important. Imaginea unui produs sau a unei instituții are rolul de a trezi încrederea clientului sau a consumatorului.
Cercetătorul suedez Mats Alvesson enumeră patru motive principale pentru care imaginea a câștigat importanță în ultimele decenii: oamenii au devenit mult mai flexibili în ceea ce privește normele, valorile și concepțiile lor despre lume și viață, ceea ce a dus cu sine și o anumită doză de nesiguranță. Al doilea argument se bazează pe ideea dezvoltării societății al cărei grad de complexitate nu mai permite membrilor săi o privire de ansamblu. O altă cauză a relevanței crescute a imaginii în societatea contemporană este legată de dezvoltarea segmentului de servicii în detrimentul mărfurilor industriale ale căror calități materiale sunt ușor testabile. Dezvoltarea mass-media este la rândul său responsabilă pentru intensificarea intensificarea preocupării în direcția creării și gestionării imaginii.

## Transferul de imagine
Imaginea produselor unor firme(bunuri de larg consum sau de folosință îndelungată) sau a serviciilor acestora este în strânsă legătură cu imaginea firmei. Produsele sau serviciile de calitate întăresc imaginea pozitivă a unei firme. Acest proces este cunoscut în literatura de specialitate sub numele de transfer de imagine. Acesta poate fi realizat și între două mărci, între o vedetă care face reclamă pentru un produs sau pentru un brand si produsul sau brandul respectiv. Transferul de imagine se realizează cu succes atunci cânde cele două categorii de elemente componente ale unei mărci sau ale unui produs, cele obiective și cele emoționale sau subiective, sunt compatibile.
Imaginea este un concept complex, care include atât percepția subiectivă asupra unui anumit obiect, cât și mesajul transmis dinspre obicet, ce se dorește a fi perceput ca imagine. Imaginea a devenit un discurs, o industrie, un produs de consum, un mit contestat. Ea este miza pentru bătălii, locul pentru cruciade, își are campionii și dușmanii ei, trădătorii și profeții ei, traficanții și geniile ei.

## Brandul și imaginea
Termenul brand este utilizat des în comunicarea publicitară. În limba română, termenul a fost preluat din limba engleză și majoritatea definițiilor sale se focalizează în jurul ideii că brandul este un amestec de atribute tangibile și intagibile, simbolizate, dacă este utilizat corect creează și poate influența comportamente. Într-o manieră reducționistă, brandul înseamnă semn de identificare(cuvânt, termen, simbol sau o combinație a acestora) care are ca scop diferențierea produselor sau serviciilor, lucru esențial pe o piață saturată. Brandul este un conglomerat de emoții, percepții, atitudini ale consumatorilor față de un produs.
În legătură cu noțiunea de brand, este necesară definirea unor termeni conecși:
- numele brandului: poate include un cuvânt, mai multe litere sau numere separate sau în diferite combinații;
- imaginea brandului;
- personalitatea brandului: se referă la asocierea brandului cu anumite trăsături de personalitate, în vederea realizării unei diferențieri; aceste asocieri sunt sugerate în special prin intermediul comunicării publicitare;
- identitatea brandului: corespondetul la nivel de brand identității corporative și reprezintă un ansamblu de elemente pornind de la numele brandului și destinate diferențierii;
- conștientizarea brandului(brand awarness): se referă la recunoșterea brandului, dar nu implică și achiziționarea sau simpatia față de brand și se concretizează prin recunoașterea brandului;
- implicarea sau angajamentul față de brand se referă la legătura sau gradul de implicare a consumatorului față de brand, legătură care va duce la achiziționarea și reutilizarea produsului brand în viitor.

În unele situații cerute pe piață, are loc un așa-numit rebranding, o schimbare de logo, de nume, de strategie publicitară, un nou stil vizual al prodului brand. Nu trebuie confundat procesul rebranding cu o relansare a unui produs brand, fiind vorba în primul caz de un set de măsuri strategice mai profunde.
Brandurile pot fi clasificate în mai multe categorii, în funcție de diferite criterii.
În funcție de obiect și destinație, distingem:
- brandul-produs, care are ca obiect produse(de exemplu, Ariel, Mountain Spring etc.);
- brandul-serviciu, care se referă la prestările de servicii(bănci, companii de transport aerian etc.);
- brandul-firmă, care se referă la o firmă producătoare sau prestatoare de servicii(de exemplu, Sony, Microsoft etc.);
- brandul-persoană: este vorba de personalități publice care se bucură de notorietate și au o imagine bine conturată, cum ar fi Madonna.

În funcție de raza de acțiune, avem:
- branduri regionale(de exemplu, produsele lactate Napolact pentru regiunea Clujului);
- branduri naționale(de exemplu, berea Timișoreana);
- branduri internaționale(de exemplu, Coca-Cola).

În funcție de rolul deținut în cadrul politicii de produs, brandurile pot fi:
- brand-produs, care atribuie un nume de marcă fiecărui produs din portofoliul unei companii(de exemplu, produsele lactate Napolact);
- brand-line, care acoperă o linie de prodise, folosind pentru fiecare dintre ele același simbol de identificare(de exemplu, brandul Kinder, care include o linie de produse de la ouă de ciocolată, la napolitane);
- brand-gamă, utilizat pentru un ansamblu de produse omogene și acoperind întreaga gamă de produse ale unei firme(gama de produse pentru îngrijirea părului Garnier Nutrisse);
- brand-umbrelă, care presupune utilizarea aceluiași brand pentru identificarea unui ansamblu de produse eterogene(de exemplu, Camel produce în primul rând țigări, dar și îmbrăcăminte și încălțăminte);
- brand-garanție: acoperă mai multe complexe de produse, care sunt identificate la rândul lor prin brand-produse sau brand-line()de exemplu, produsele de curățat care au nume de marcă distincte, dar toate sunt garantate de către Henkel.